# O Banquete de Herodes
O Banquete de Herodes (1423-1427) é um baixo relevo em bronze do escultor italiano Donatello (Donato di Niccoló di Betto Bardi 1386 - 1466).  Atualmente está presente pia batismal da Catedral de Siena (Cattedrale di Santa Maria Assunta).

## Leituras adicionais
- Rolf C. Wirtz, Donatello, Könemann, Colonia 1998. ISBN 3-8290-4546-8